# Reinhild Gräfin von Hardenberg
Reinhild Gräfin von Hardenberg (* 20. März 1923 in Potsdam; † 23. Juni 2016 in Düsseldorf) war eine deutsche Widerstandskämpferin gegen die Nationalsozialisten.

## Leben
Sie war eine Tochter des Widerstandskämpfers Carl-Hans Graf von Hardenberg und der Renate Gräfin von der Schulenburg (1888–1959). Gräfin Hardenberg war mit Werner von Haeften verlobt. 1944 wurde sie von der Gestapo verhaftet, da sie als Sekretärin ihres Vaters in die Aktivitäten des Widerstandes eingebunden war. Die Verfolgung und die fast fünfmonatige Haft beschreibt sie in ihrer Autobiografie.

## Werke
- Auf immer neuen Wegen: Erinnerungen an Neuhardenberg und den Widerstand gegen den Nationalsozialismus, Lukas Verlag, Berlin 2003, ISBN 978-3-936872-02-6. 2. Auflage 2005.
- Mein Elternhaus. In: "Ein Traum, was sonst? - preußische Tugenden" Ein Lesebuch. Hrsg. von der Stiftung Schloss Neuhardenberg aus Anlaß der gleichnamigen Ausstellung in Schloß Neuhardenberg, Mai bis Juli 2002 Neuhardenberg 1998.[2]